# Route nationale 21 (Guinée)
Pour les articles homonymes, voir Route nationale 21.
La Route nationale 21 (N21) est une route nationale en Guinée, commençant à Tanéné à la sortie de la N3 et se terminant à Birowel à l'entrée de la N24. Elle mesure 161 kilomètres de long.

## Tracé
- Tanéné
- Fria
- Guilléré
- Thionthian
- Télimélé